# Semenenra
Semenenra (fl. XVI secolo a.C.) è stato un sovrano egizio inserito nella XVII dinastia.

## Biografia
Sovrano noto solamente per il Canone Reale e per una testa d'ascia bronzea, conservata al Petrie Museum di Londra (UC30079) che reca graffito il suo nome.
Lo storico Kim Ryholt nella sua opera sul secondo periodo intermedio colloca questo sovrano nella XVI dinastia.

## Liste reali
| N5 | s | mn · n | U32 | Y1 · n |

| N5 | s | mn · n | U32 | Y1 · n |

| N5 | s | mn · n | U32 | Y1 · n |

| N5 | s | mn · n | U32 | Y1 · n |

| N5 | s | mn · n | U32 | Y1 · n |

| N5 | s | mn · n | U32 | Y1 · n |

| N5 | s | mn · n | U32 | Y1 · n |

| N5 | s | mn · n | U32 | Y1 · n |

## Cronologia
| Periodo                    | Dinastia | Anni di regno                   |
| Secondo periodo intermedio | XVII     | intorno al 1580 a.C.(± 30 anni) |

| Autore | Anni di regno                      |
| ------ | ---------------------------------- |
| Ryholt | 1601 a.C. - 1600 a.C. XVI dinastia |
| Franke | 1580 a.C.                          |

| predecessore: Nebirau II | Signore del Basso e dell'Alto Egitto | successore: Bebankh |

| Dinastie contemporanee | Capitale |
| XV                     | Avaris   |
| XVI                    | varie    |